# Prudencio de Montemayor
Prudencio de Montemayor fou un teòleg i jesuïta espanyol, membre de l'Escola de Salamanca.

## Biografia
Començà la polèmica d'auxiliis, el 1582, a Valladolid i seguint a la Universitat de Salamanca, advocant pel lliure albir. Rebé el suport de Fray Luis de León i tingué com a oponent el dominic Domingo Báñez, que l'acusà de pelagià. En primera instància, Montemayor fou suspès com a docent, però la polèmica continuà. El 1588 Luis de Molina edità a Lisboa Concordia liberi arbitrii cum gratiae donis, divina praescientia, providentia, praedestinatione et reprobatione, que defensa les tesis recolzades per Montemayor sobre la llibertat humana, d'una manera sistematitzada. Llavors, dominics i jesuïtes contenen entre si, qualificant-se recíprocament d'heretges, fins que el papa Pau V promulgà el 1607 que cada orde defensés les tesis que considerés pertinents sense qualificar l'adversari d'"herètic".